# Episodi de Il commissario Heldt (seconda stagione)
La seconda stagione della serie televisiva Il commissario Heldt è stata trasmessa sul canale tedesco ZDF dal 2 gennaio al 20 marzo 2014.
In Italia è andata in onda dal 10 dicembre 2016 al 4 febbraio 2017 su Rai 2.
| n° | Titolo originale      | Titolo italiano     | Prima TV originale | Prima TV Italia  |
| -- | --------------------- | ------------------- | ------------------ | ---------------- |
| 1  | Totalschaden          | Danno totale        | 2 gennaio 2014     | 10 dicembre 2016 |
| 2  | Feuerteufel           | L'amico d'infanzia  | 9 gennaio 2014     | 10 dicembre 2016 |
| 3  | Taubenschlag          | La colombaia        | 16 gennaio 2014    | 17 dicembre 2016 |
| 4  | Die Abrechnung        | Un conto in sospeso | 23 gennaio 2014    | 17 dicembre 2016 |
| 5  | Schmerzensgeld        | Risarcimento        | 30 gennaio 2014    | 7 gennaio 2017   |
| 6  | Clowns                | I clown             | 6 febbraio 2014    | 14 gennaio 2017  |
| 7  | Letzte Runde          | L'ultimo round      | 13 febbraio 2014   | 21 gennaio 2017  |
| 8  | Kopfgeld              | La taglia           | 20 febbraio 2014   | 21 gennaio 2017  |
| 9  | Die zersägte Jungfrau | Magia pericolosa    | 27 febbraio 2014   | 28 gennaio 2017  |
| 10 | Die schwarze Witwe    | La vedova nera      | 6 marzo 2014       | 28 gennaio 2017  |
| 11 | Glücklicher Tod       | Crystal X           | 13 marzo 2014      | 4 febbraio 2017  |
| 12 | Die Akte Heldt        | Il fascicolo        | 20 marzo 2014      | 4 febbraio 2017  |